# 2024년 하계 올림픽 인도네시아 선수단
인도네시아는 2024년 7월 26일부터 8월 11일까지 파리에서 열리는 2024년 하계 올림픽에 출전했다. 이번 하계 올림픽은 인도네시아의 17번째 하계 올림픽 출전이 된다.

## 출전 선수
| 종목           | 남자 | 여자 | 전체 |
| -------------- | ---- | ---- | ---- |
| 양궁           | 1    | 3    | 4    |
| 육상           | 1    | 0    | 1    |
| 배드민턴       | 5    | 4    | 9    |
| 사이클         | 1    | 0    | 1    |
| 체조           | 0    | 1    | 1    |
| 유도           | 0    | 1    | 1    |
| 조정           | 1    | 0    | 1    |
| 사격           | 1    | 0    | 1    |
| 스포츠클라이밍 | 2    | 2    | 4    |
| 서핑           | 1    | 0    | 1    |
| 수영           | 1    | 1    | 2    |
| 역도           | 2    | 1    | 3    |
| 전체           | 16   | 13   | 29   |

## 메달 집계
| 종목 | 1 | 2 | 3 | 합계 |
| 종목 | ' | ' | ' | '    |
| 종목 | ' | ' | ' | '    |
| 종목 | ' | ' | ' | '    |
| 합계 | 2 | 0 | 1 | '    |

## 같이 보기
- 2024년 하계 올림픽